# Mike Melvill
Michael Winston Melvill, detto Mike (Johannesburg, 11 novembre 1940), è un aviatore e astronauta sudafricano naturalizzato statunitense.
È stato uno dei piloti collaudatori dello SpaceShipOne, lo spazioplano sperimentale sviluppato dalla Scaled Composites. Melvill ha pilotato lo SpaceShipOne durante il suo primo volo al confine dello spazio il 21 giugno 2004, diventando così il primo astronauta commerciale e la 434ª persona ad andare nello spazio. È stato anche il pilota del volo flight 16P, il primo volo competitivo dell'Ansari X Prize competition.

## Primi anni/Famiglia
Melvill è nato a Johannesburg, Sudafrica prima che la sua famiglia si trasferisse a Kloof, nei pressi di Durban. Ha frequentato la Highbury Preparatory School e l'Hilton College.
Più tardi, Melvill si è trasferito negli Stati Uniti dall'Inghilterra nel Febbraio 1967 ed è diventato cittadino americano nel 1972. Melvill è sposato con Sally ed ha due figli e quattro nipoti.

## Pilota collaudatore
Melvill ha incontrato il fondatore della Scaled Composites Burt Rutan quando gli ha mostrato il Rutan VariViggen che aveva costruito a casa sua.  Frequentatore di lunga data di Burt Rutan, Melvill ha condotto il volo inaugurale di dieci dei suoi aerei, collaborando tra l'altro allo sviluppo del sistema di rilascio dello SpaceShipOne.
È stato vice presidente e general manager della Scaled Composites, LLC, e durante la sua carriera venticinquennale di pilota collaudatore ha accumulato circa 7600 ore di volo su oltre 130 tipi di aeromobile. È andato in pensione nell'Ottobre 2007.

## Premi e traguardi raggiunti

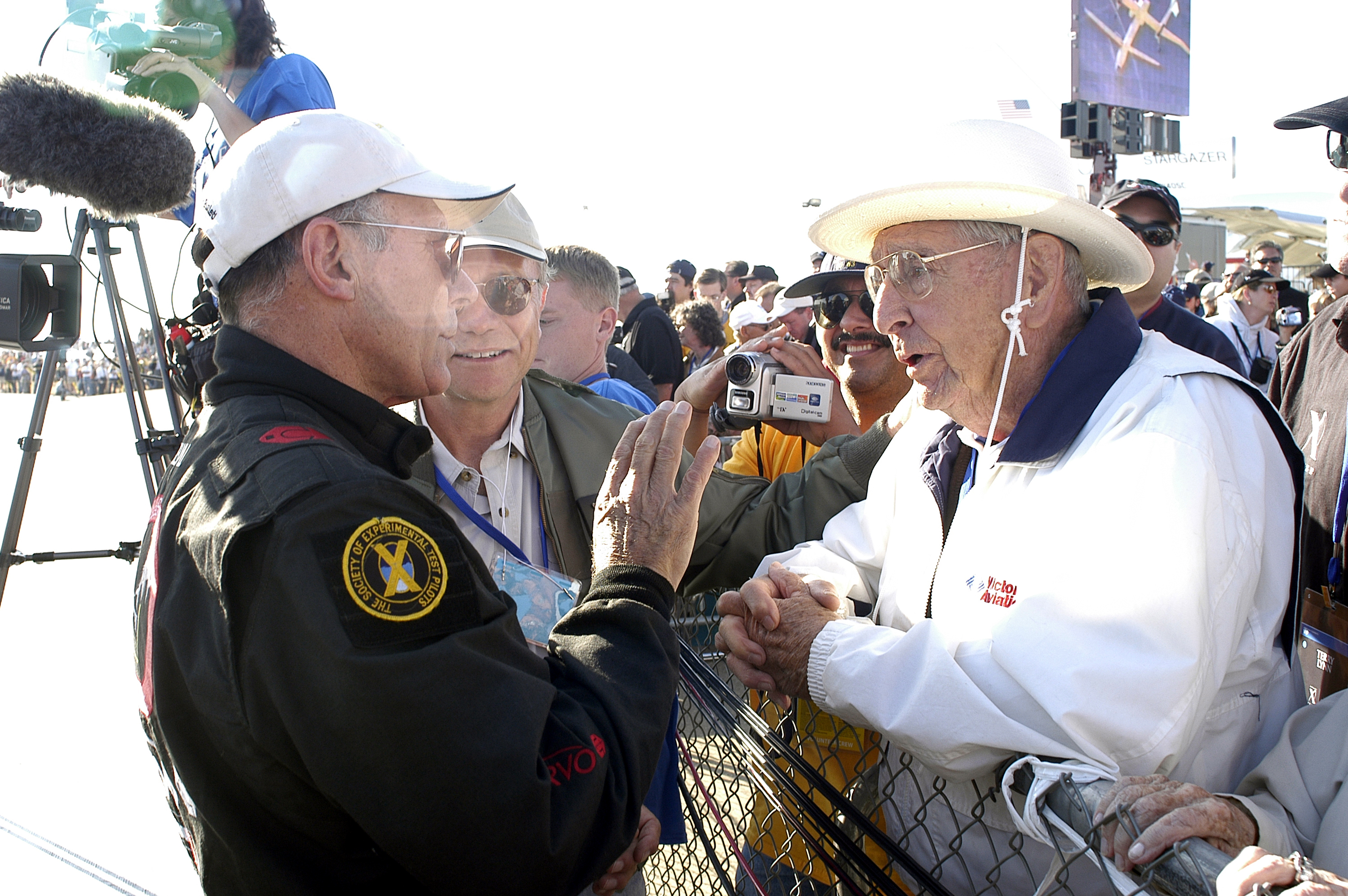
Il primo "Astronauta Commerciale" Michael Winston "Mike" Melvill, fa il debriefing del primo volo spaziale privato con Scott Crossfield

Melvill è membro della Society of Experimental Test Pilots; nel 1999, ha ricevuto il premio Iven C. Kincheloe per il suo lavoro di sviluppo ad elevate altitudini con il Model 281 Proteus.
Melvill ha inoltre costruito il proprio aeromobile Long EZ, con il quale ha volato intorno al mondo con Dick Rutan nel 1997.
È inoltre l'unica altra persona oltre a Dick Rutan e Jeana Yeager ad aver pilotato il Voyager.
Melvill è detentore unico o in condivisione di nove record mondiali della FAI in varie categorie.
Melvill è stato il pilota del primo volo spaziale dello SpaceShipOne.
In una cerimonia avvenuta due ore dopo l'atterraggio, a Melvill sono state consegnate le ali da astronauta, ed in particolare il FAA Commercial Astronaut badge, il primo distintivo concesso per un programma spaziale non governativo ed il primo per il volo di uno spazioplano fin dai voli del X-15 negli anni '60 del Ventesimo Secolo.
Nel 2004 Melville ha ricevuto il secondo premio Iven C. Kincheloe Award per il suo lavoro nell'ambito del programma SpaceShipOne.